# Phare de Punta Ninfas
Le phare de Punta Ninfas (en espagnol : Faro Punta Ninfas) est un phare actif situé sur Punta Ninfas (es) à l'extrémité sud-est du Golfe Nuevo (Département de Rawson), dans la Province de Chubut en Argentine.
Il est géré par le Servicio de Hidrografía Naval (SHN) de la marine .

## Histoire
Le premier phare a été mis en service le 18 juillet 1916 à la pointe sud du golfe Nuevo. À l’origine, le phare était une tour troncopyramidale en fonte de 13 mètres de haut et d’une portée lumineuse nominale de 11 milles marins (environ 19,5 km). 
En 1971, il a été remplacé par une tour tronconique en fibre de verre. À son installation, il était alimenté au gaz d'acétylène. En 1986, il a été équipé à l’énergie solaire avec une installation composée de panneaux solaires photovoltaïques et de batteries diminuant sa portée focale.

## Description
Ce phare  est une tour tronconique en fibre de verre, avec une galerie et une balise de 12 m de haut. La tour est peinte en bandes jaunes et noires. Il émet, à une hauteur focale de 90 m, deux brefs éclats blancs de 0.5 seconde par période de 20 secondes. Sa portée est de 11 milles nautiques (environ 20 km).
Identifiant : ARLHS : ARG-055 - Amirauté : G1074 - NGA : 110-19668.

## Caractéristique dufeu maritime
Fréquence : 20 secondes (W-W)
- Lumière : 0.5 seconde
- Obscurité : 1 seconde
- Lumière :  0.5 seconde
- Obscurité : 18 secondes

|                            |
| Localisation : Golfe Nuevo |

### Lien connexe
- Liste des phares d'Argentine